# Société nouvelle des phosphates du Togo
La Société nouvelle des phosphates du Togo (SNPT) est une entreprise publique togolaise spécialisée dans l'extraction, le traitement et la commercialisation du phosphate. Créée le 14 mai 2007, elle succède à l'Office togolais des phosphates (OTP) et constitue un acteur majeur de l'industrie minière togolaise.

## Histoire

### Contexte historique
L'exploitation du phosphate au Togo débute en 1952 lors des premières recherches menées dans le cadre d'une prospection de la côte occidentale d'Afrique par le service géologique du Comptoir des phosphates d'Afrique du Nord (CPAN). L'extraction et la commercialisation ont commencé en 1957 par la Compagnie togolaise des mines du Bénin (CTMB).
Le 2 février 1974, le président Gnassingbé Eyadema annonce la nationalisation de la Compagnie togolaise des mines du Bénin (CTMB), donnant naissance à l'Office togolais des phosphates (OTP) en 1974.

### Création de la SNPT
Le Togo a enregistré durant la première décennie des années 2000 une chute vertigineuse de la production du phosphate et la crise du secteur a poussé le gouvernement à la création d'une nouvelle société de gestion des phosphates. La SNPT est issue de l'Office Togolaise des Phosphates (OTP) et son démarrage effectif a eu lieu en 2008.

## Activités

### Production
La Société nouvelle des phosphates du Togo (SNPT) a pour vocation l'extraction, le transport, le traitement et la commercialisation du phosphate marchand. L'entreprise affiche une production moyenne de 1 100 000 tonnes de phosphates par an.

### Localisation
L'usine de la SNPT est située dans l'agglomération de Kpémé, à une trentaine de kilomètres à l'est de Lomé, la capitale du Togo. Cette zone regroupe cinq villages et plus de 6 000 personnes.
La société dispose d'un bureau à Lomé (Immeuble BTCI) et d'un bureau à Kpémé.

## Politique environnementale et sociale
En 2016, la SNPT a été sujette à un audit environnemental et social assorti d'un plan de gestion environnemental et social (PGES) et d'un plan de gestion de risques (PGR).

### Impacts environnementaux
Les habitants de la zone de Kpémé doivent partager leur vie quotidienne avec l'usine de la SNPT, ce qui soulève des questions environnementales concernant la pollution et les impacts sur les communautés locales.

## Objectifs stratégiques
La SNPT s'est fixée comme objectif fondamental de permettre au Togo de retrouver sa place en matière de production de phosphate sur le marché international. Le pays était le 5e producteur mondial de phosphates avant les années 2000.

## Développements récents
Un plan de relance a permis de sortir peu à peu le secteur de sa torpeur, avec le lancement de deux nouvelles mines, celles de Dagbati et de Nyita, près de Lomé.
En novembre, le gouvernement togolais a conclu un accord de partenariat de 2 milliards de dollars avec le groupe Dangote pour transformer son phosphate en engrais.